# Sommeren kom ny tilbage
Sommeren kom ny tilbage er det tolvte studiealbum fra den danske rocksanger Michael Falch. Det blev udgivet den 21. oktober 2013 på A:larm Music og Universal Music. Om albummet har Michael Falch udtalt: "Da jeg var yngre rodede jeg mere rundt i mørket. Og mange af mine tidligere albummer er i højere grad skrevet med frustration som brændstof, men det nye album er skabt med taknemmeligheden helt i front. Og sådan forsøger jeg også at leve mit liv."
Musikmagasinet GAFFA og Lydtapet.net gav albummet fem ud af seks stjerner, mens en noget mere begejstret anmelder fra BT gav seks ud af seks stjerner. Albummet nåede førstepladsen på hitlistens Album Top-40 og nåede 15 uger på listen. Ved Danish Music Awards i 2014 modtog Falch prisen Årets danske Voxpopudgivelse. Det var første gang ved DMA at Falch vandt en statuette, og prisen gjorde ham samtidig til den første person nogensinde, der både har vundet en Bodil og en pris ved DMA, idet han vandt en pris for bedste mandlige hovedrolle i 1986 for Mord i mørket.

## Spor
| #   | Titel                         | Tekst                       | Musik         | Længde |
| --- | ----------------------------- | --------------------------- | ------------- | ------ |
| 1.  | "Blues på motorvejen"         | Michael Ehlert Falch        | Falch         | 4:09   |
| 2.  | "I min barndoms land"         | Falch                       | Lars Skjærbæk | 3:20   |
| 3.  | "Vi er her endnu"             | Falch                       | Falch         | 2:42   |
| 4.  | "Lavland"                     | Falch                       | Falch         | 1:45   |
| 5.  | "Hovedstad"                   | Falch                       | Falch         | 4:09   |
| 6.  | "Nær"                         | Falch                       | Falch         | 3:17   |
| 7.  | "Næsten som at være der selv" | Falch                       | Falch         | 3:59   |
| 8.  | "Svar skyldig"                | Falch                       | Falch         | 3:54   |
| 9.  | "Dit ansigt er et digt"       | Falch                       | Falch         | 2:04   |
| 10. | "Hvis bare"                   | Falch                       | Falch         | 3:40   |
| 11. | "Sommeren kom ny tilbage"     | F.P. Jac, Falch, Poul Krebs | Skjærbæk      | 4:07   |
| 12. | "Suk hjerte"                  | Falch                       | Falch         | 1:42   |

## Hitliste
| Hitliste (2013)        | Højeste placering |
| ---------------------- | ----------------- |
| Danmark (Album Top-40) | 1                 |